# أهوار الجبايش
أهوار الجبايش هي مجموعة من الأهوار في العراق شرق مدينة الناصرية مركز محافظة ذي قار ، تعتبر امتدادًا لهور أبو زرك وهور الحمار. تتغذى أهوار الجبايش من نهر الفرات ونهر دجلة، وتوجد فيها أنواع عديدة من الطيور مثل الخضيري والازركي ودجاج الماء والنورس والرخوي. وتوجد فيه أنواع من الأسماك الخشني والسمتي والشلك وتوجد فيه النباتات المائية ونبات القصب والبردي.